# District régional de Mount Waddington
Le District régional de Mount Waddington en Colombie-Britannique est situé au Sud-Ouest de la province, en partie sur le continent et en partie sur l'Île de Vancouver. Le siège du district régional se situe à Port McNeill.

## Routes Principales
Routes principales traversant Mount Waddington: